# Anthorrhiza recurvispina
Anthorrhiza recurvispina är en måreväxtart som beskrevs av C.R.Huxley och Jebb. Anthorrhiza recurvispina ingår i släktet Anthorrhiza och familjen måreväxter. Inga underarter finns listade i Catalogue of Life.